# Jezioro (obwód rówieński)
Jezioro (ukr. Озеро, Ozero) – wieś na Ukrainie, w obwodzie rówieńskim, w rejonie waraskim, w hromadzie Kanonicze. W 2001 liczyła 1564 mieszkańców, spośród których 1552 wskazało jako ojczysty język ukraiński, 10 rosyjski, 1 ormiański, a 1 inny.
W okresie międzywojennym wieś znajdowała się w granicach II RP, wchodząc w skład gminy Włodzimierzec w powiecie sarneńskim, w województwie wołyńskim.